# Eberhard von Garnier
Eberhard Carl Conrad Erdmann Hermann von Garnier (* 3. April 1881 in Turawa; † 31. Dezember 1939 in Berlin-Charlottenburg) war ein deutscher Vermögensverwalter, Bankmanager und Verbandsfunktionär.

## Leben
Nach dem Besuch des Gymnasiums in Oppeln und Kreuzburg studierte Eberhard von Garnier an den Universitäten Lausanne, Bonn und Breslau Rechtswissenschaften. 1900 wurde er Mitglied des Corps Borussia Bonn. Nach dem Referendarexamen 1902 war er als Gerichtsreferendar in Karlsruhe in Oberschlesien, Breslau und Oppeln tätig. Von 1904 bis 1905 besuchte er die Handelshochschule in Köln. 1905 war er Volontär bei der Kommerz- und Discontobank Hamburg.
1906 trat von Garnier in die Graf von Tiele-Winckler'schen Hauptverwaltung in Kattowitz ein, wurde dann 1907 Regierungsreferendar in Oppeln und 1910 Regierungsassessor. Von 1910 bis 1920 war er Generaldirektor der Graf von Tiele-Winckler'schen Hauptverwaltung in Zellin. Von 1920 bis 1921 fungierte er als Hauptgeschäftsführer des Reichsverbandes Deutscher Waldbesitzerverbände. Nachdem er von 1921 bis 1927 auf seinem Gut Horn in Oberbayern gelebt hatte, war er von 1927 bis 1928 als Mitleiter des Bankhauses von Wallenberg, Pachaly & Co. in Breslau sowie als Präsident des Deutschen Wirtschaftsbundes für Polen tätig. Mitte 1928 wurde er zum Präsidenten der Hofkammer der Familiengüter des vormals regierenden Preußischen Königshauses ernannt.
Er war Vorsitzender des Verwaltungsrats des Schülerheimes Neubeuren am Inn und Mitglied des Deutschen Herrenklubs.